# Lions Gibraltar F.C.
Lions Gibraltar F.C. – gibraltarski klub piłkarski z siedzibą w Gibraltarze.

## Historia
Chronologia nazw: 
- 1966: Lions F.C.
- 2011: Lions Gibraltar F.C. – po fuzji z Gibraltar United F.C.
- 2014: rozpad fuzji

Lions F.C. został założony w 1966 roku w Gibraltarze. Zespół występował w różnych ligach bez większych sukcesów.  W sezonie 1998/99 Lions zajął 4 miejsce w Gibraltar Division 2, a w sezonie 1999/2000 po rezygnacji wielu zespołów otrzymał miejsce na najwyższym poziomie, ale zajął ostatnie 6 miejsce w I lidze. Jednak pozostał w niej i w sezonie 2000/01 był już piątym w tabeli. W sezonie 2003/04 ponownie zajął ostatnie 6 miejsce, ale tym razem już nie uratował się przed spadkiem. W sezonie 2010/11 zajął 8 miejsce w Division 2, ale potem połączył się z pierwszoligowym Gibraltar United F.C. i pod nazwą Lions Gibraltar F.C. startował w sezonie 2011/12 w Division 1. Od 2014 Gibraltar United F.C. ponownie występował jako osobny klub.

## Sukcesy

### Trofea międzynarodowe
Nie uczestniczył w rozgrywkach europejskich (stan na 31-05-2014).

### Trofea krajowe
| \| \| Zdobyte trofea w rozgrywkach Gibraltaru (stan na: 02-04-2025) \| |                                                               |      |                 |
| Rozgrywki                                                              | Osiągnięcie                                                   | Razy | Sezon(y)        |
| · Mistrzostwo                                                          | I miejsce                                                     | 0    |                 |
| · Mistrzostwo                                                          | II miejsce                                                    | ?    | ...             |
| · Mistrzostwo                                                          | III miejsce                                                   | ?    | ...             |
| Puchar                                                                 | zdobywca                                                      | 0    |                 |
| Puchar                                                                 | finalista                                                     | ?    | ..., 2012, 2025 |
| Puchar Ligi                                                            | zdobywca                                                      | 0    |                 |
| Puchar Ligi                                                            | finalista                                                     | 0    |                 |
| Puchar Ligi                                                            | 4. miejsce                                                    | 1    | 2014 (gr. A)    |
| II liga                                                                | I miejsce                                                     | ?    | ...             |
| II liga                                                                | II miejsce                                                    | ?    | ...             |
| II liga                                                                | III miejsce                                                   | ?    | ...             |
| Gibraltar                                                              | Zdobyte trofea w rozgrywkach Gibraltaru (stan na: 02-04-2025) |      |                 |

## Stadion
Klub rozgrywał swoje mecze domowe na Victoria Stadium w Gibraltarze, który może pomieścić 2,249 widzów.